# Augusta Guilhermina de Hesse-Darmstadt
Augusta Guilhermina de Hesse-Darmstadt (em alemão: Auguste Wilhelmine Marie von Hessen-Darmstadt; Darmstadt, 14 de abril de 1765 –  Rohrbach, 30 de março de 1796) foi esposa de Maximiliano José, Duque de Zweibrücken e mãe do rei Luís I da Baviera, de Augusta, Duquesa de Leuchtenberg e de Carolina Augusta, Imperatriz da Áustria e Rainha da Hungria. 
Augusta Guilhermina era a quarta filha do príncipe Jorge Guilherme de Hesse-Darmstadt, o segundo filho do conde Luís VIII e de sua esposa, a condessa Luísa de Leiningen.

## Biografia
Em 30 de setembro de 1785, em Darmstadt, Augusta Guilhermina desposou Maximiliano, Conde de Zweibrücken, futuro rei Maximiliano I José da Baviera. Eles tiveram cinco filhos juntos.
Maximiliano foi um oficial no exército francês em Estrasburgo, mas o casal freqüentemente visitava Paris, onde Augusta Guilhermina conheceu a rainha Maria Antonieta, com quem mantinha correspondência.
Em 1789, em razão do início da Revolução Francesa, ela e seu marido fugiram para a casa de seus pais em Darmstadt. Nos cinco anos seguintes, eles viveram quase todo o tempo na vizinha cidade de Mannheim. Mas, em dezembro de 1794, o exército francês atacou Mannheim, e Augusta teve que deixar a cidade, depois que sua casa foi bombardeada pela artilharia francesa.

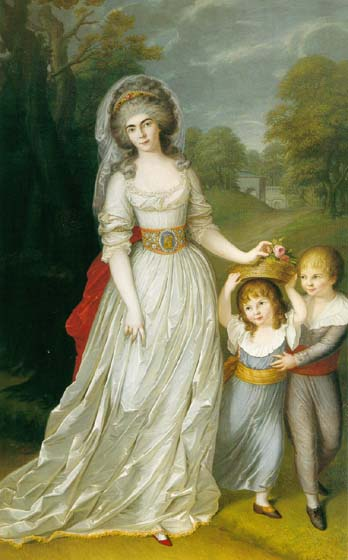
Augusta Guilhermina com seus filhos, Luís e Augusta

### Morte
Em março de 1796, Augusta, que sempre tivera os pulmões delicados, acabou contraindo tuberculose e faleceu em Rohrbach, aos 30 anos, um ano após ser nomeada Duquesa de Zweibrücken. Sua morte mergulhou Maximilian em profundo luto. Ele escreveu alguns poemas em memória à sua esposa. Seu corpo foi sepultado na Schlosskirche, em Darmstadt.

## Descendência
- Luís I da Baviera (1786–1868), que desposou a princesa Teresa de Saxe-Hildburghausen.
- Augusta da Baviera (1788–1851), que se casou com Eugênio de Beauharnais.
- Amália da Baviera (1790–1794), morreu na infância.
- Carolina Augusta da Baviera (1792–1873), que primeiramente se casou com  Guilherme I de Württemberg; depois, com Francisco I da Áustria.
- Carlos Teodoro da Baviera (1795–1875).